# 1991 VU4
1991 VU4 är en asteroid i huvudbältet som upptäcktes den 5 november 1991 av den japanska astronomen Satoru Otomo i Kiyosato.
Asteroiden har en diameter på ungefär 7 kilometer.